# 凯茜·马斯格雷夫斯
凯茜·李·马斯格雷夫斯（英語：Kacey Lee Musgraves，1988年8月21日—），是一名美国歌手和词曲作家。她获得了六项格莱美奖（包括2019年的年度专辑），七项乡村音乐协会奖，以及三项乡村音乐学院奖。在2007年参加USA电视台的歌唱选秀节目《纳什维尔之星》第五季前，她曾自行发行了三张专辑，并以Texas Two Bits的身份发行了一张专辑，她在该歌唱比赛中排名第七。马斯格雷夫斯还在2016年发行了一张圣诞主题专辑《A Very Kacey Christmas》。
她的第四张录音室专辑《闪耀时刻》（2018年）发行后获得了广泛的好评，并成功从四项格莱美奖的提名中获奖，包括年度专辑和最佳乡村专辑。专辑的前两支单曲Space Cowboy和Butterflies分别获得了格莱美奖的最佳乡村歌曲和最佳乡村独唱表演奖项。马斯格雷夫斯的第五张录音室专辑《災星之戀》于2021年9月发行。

## 音乐作品
- 《命运大不同》（2013年）
- 《音乐盛典（英语：Pageant Material）》（2015年）
- 《A Very Kacey Christmas》（2016年）
- 《闪耀时刻（英语：Golden Hour (Kacey Musgraves album)）》（2018年）
- 《災星之戀（英语：Star-Crossed (album)）》（2021年）